# Cimitirul Eroilor din Chișinău
Complexul memorial Cimitirul Eroilor, cunoscut în diferite epoci ca Cimitirul Eroilor, Cimitirul de Onoare sau Cimitirul militar românesc, este un monument istoric amplasat pe bd. Decebal 17 în Chișinău. Aici au fost înmormântați soldați de diferite etnii participanți ai celor două războaie mondiale.

## Istoric

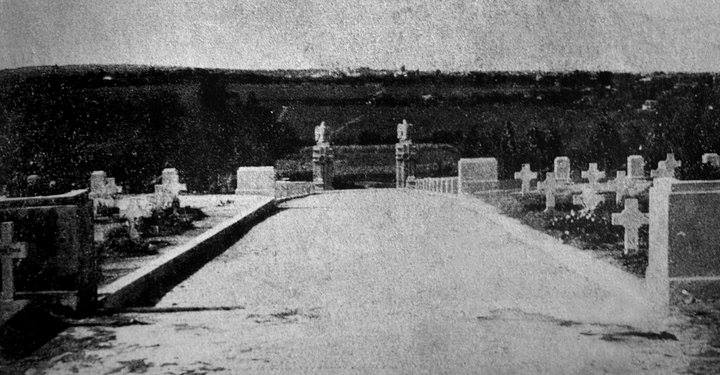
Cimitirul după amenajare în 1942

Cimitirul a apărut în 1918, la sfârșitul primului război mondial. Acolo erau înmormântați soldații căzuți pe câmpul de luptă, iar în anii următori și veteranii războiului. Soldații înmormântați erau de diferite naționalități: moldoveni/români, ruși, cehi, polonezi, francezi, austrieci, maghiari etc. În perioada interbelică, pe teritoriul cimitirului a fost ridicată o capelă în memoria legiunii cehe. Cimitirul purta denumirea „cimitirul eroilor” până la intrarea Basarabiei în URSS, când a fost redenumit în Krasnodonskii. În anii 1927–1938, cimitirul a fost amenajat de către Așezământul Național „Regina Maria" pentru Cultul Eroilor. În acest loc au fost înmormântați și ostașii căzuți în cel de-al doilea război mondial în luptele din vara anului 1941. De asemenea, unele surse menționează că un număr neidentificat de prizonieri de război, originari din Germania, Austria, Italia și alte țări, au fost înmormântați în același cimitir.
La acel moment, cimitirul avea o suprafață de 2,4 ha. Accesul în cimitir se făcea printr-o intrare monumentală, compusă dintr-o scară de șase metri lățime cu 50 de trepte și un portal arhitectonic la bază constituit din doi piloni din beton armat, înalți de 10 metri, purtând fiecare câte un vultur cu aripile desfăcute. Coloanele dominau o piață vastă semicerculară, înconjurată de ziduri și ornamente. De forma unui poligon neregulat, cimitirul avea în centru o capelă veche în stil bizantin, în jurul căreia au fost amenajate șase parcele de morminte. Scările erau unite cu capela printr-o alee.
După 1944, capela a fost distrusă, iar terenul cimitirului a fost nivelat cu buldozerul. În timpul acestui proces, au fost deshumate neintenționat mai multe morminte, scoțând la suprafață oseminte și diferite obiecte personale (ceasuri de mână, cutii de țigări, pumnale etc.). În 1959 a fost demolat ce a mai rămas din cimitir, cu excepția coloanelor de la intrare, pentru ca în 1961 să fie ridicat Institutul de Pulmonologie și Ftiziatrie „Chiril Draganiuc”. Fundamentul capelei a fost păstrat și în acel loc a fost amenajată o terasă pentru odihna bolnavilor. La începutul anilor 1990, când spitalul nu mai funcționa, pe fundamentul fostei capele a fost instalată o cruce de lemn cu inscripția „Glorie eroilor Armatei Române”, inițiativă a politicianului Gheorghe Ghimpu. Spitalul a fost demolat la sfârșitul anului 2007 la scurt timp după ce a ajuns în proprietate privată.

### Persoane înhumate
În Cimitirul de Onoare din Chișinău au fost înhumați 1645 de ostași, printre care 431 români (66 în morminte, 365 la criptă), 234 ruși (27 în morminte, 207 la criptă), 29 austrieci, 39 cehi, 35 francezi și 6 polonezi căzuți în Primul Război Mondial, cât și 96 militari români căzuți în al doilea război mondial. În jurul capelei erau amenajate șase parcele cu 136 de morminte în care au fost înhumați 202 eroi și două cripte cu 572 de eroi români și ruși neidentificați.
În 2013, Asociația republicană a participanților la războaie (ARPR) a declarat că a reușit să identifice circa 200 de morminte din cele peste 3000 care au existat la sfârșitul anilor 1940 în complexul memorial. Este vorba de 89 morminte românești rămase intacte din timpul celui de-al doilea război mondial, mormântul militarului italian Alciro Deviani (decedat în octombrie 1941) și 36 de morminte ale soldaților sovietici care au murit în infirmeriile din Chișinău. Printre cei înhumați în cimitir se numără și două surori de caritate. Alte cinci morminte identificate aparțin militarilor cehoslovaci din cei 29 care și-au pierdut viața la Chișinău după retragerea legiunilor cehoslovace din Rusia bolșevică. De asemenea, 30 de morminte au fost atribuite unor ofițeri francezi care au decedat în sudul Basarabiei în timpul celui de-al doilea război mondial. Conform ARPR, la „Cimitirul Eroilor” ar fi înmormântați prizonieri germani și maghiari care au făcut parte din detașamentele de construcții ale NKVD în timpul reconstrucției capitalei după război. Actualmente, se organizează regulat acțiuni de salubrizare a teritoriului și slujbe de pomenire a celor înmormântați.

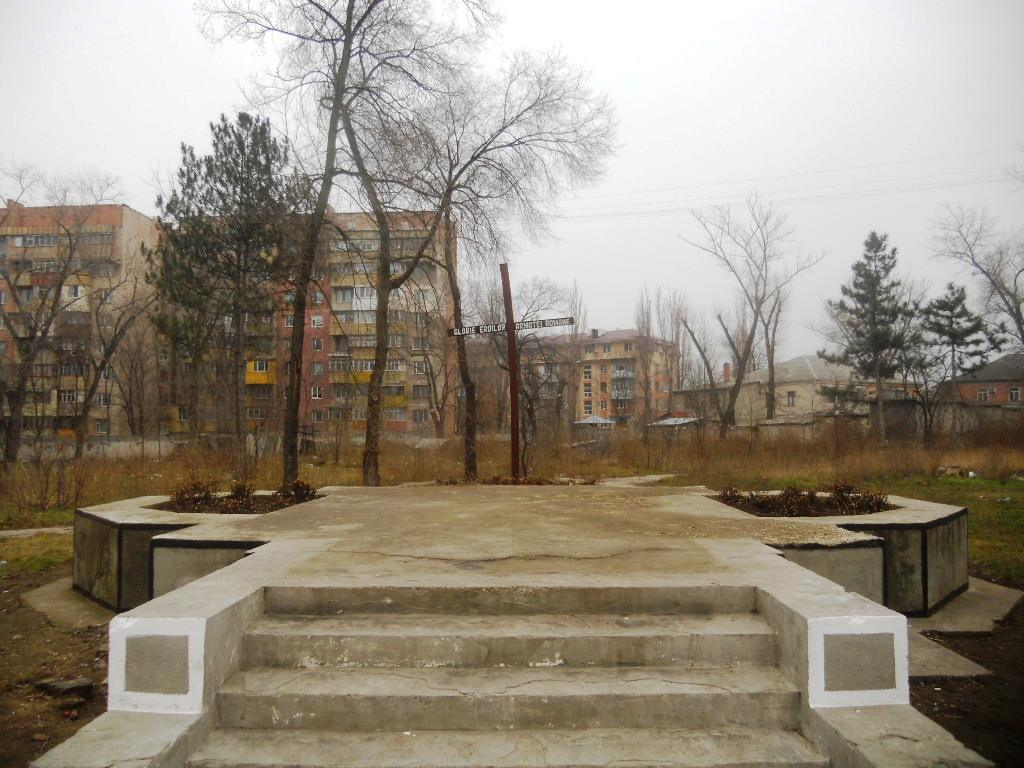
Fundamentul fostei capele cu crucea de lemn
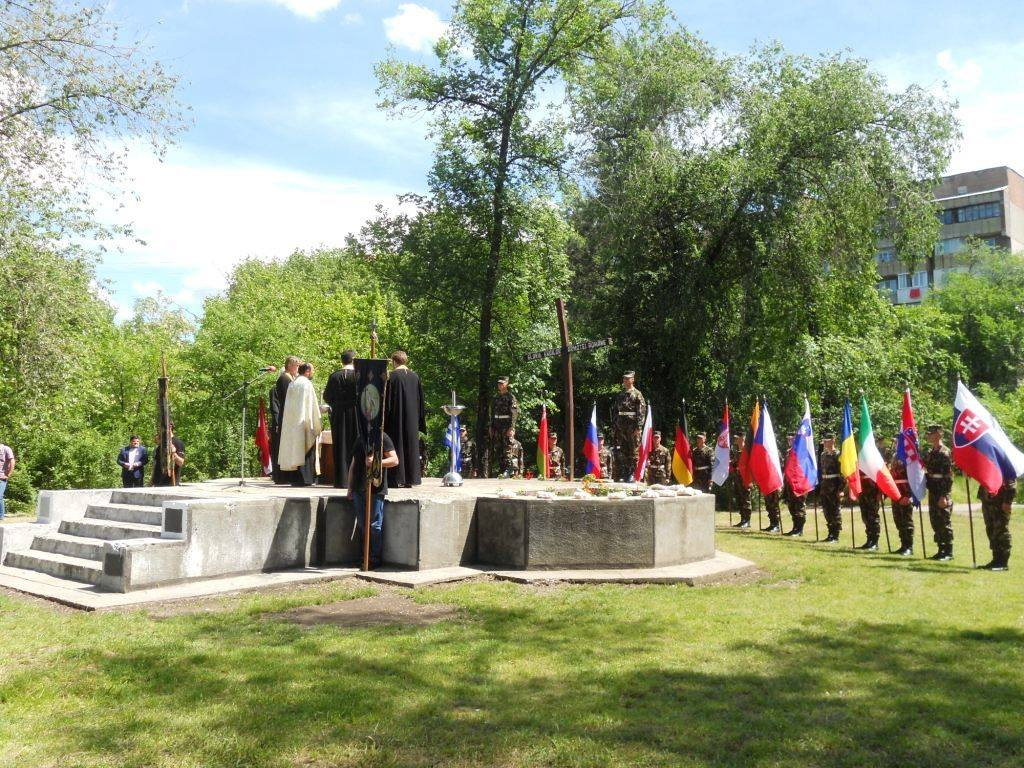
Slujbă de pomenire
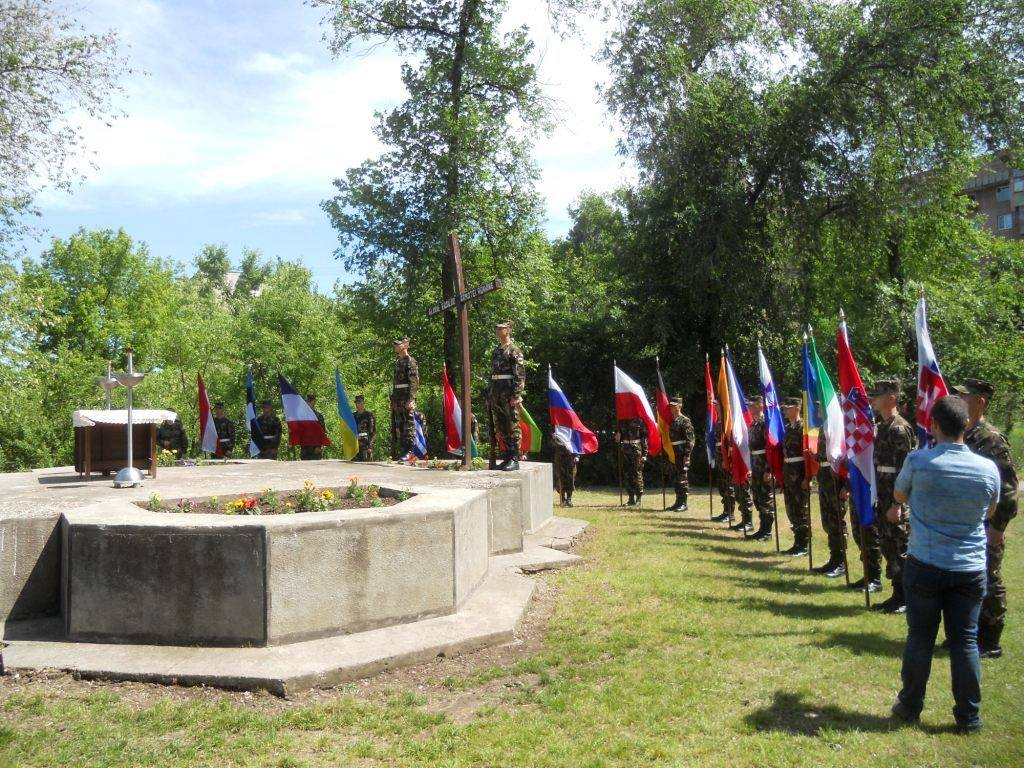
Steagurile țărilor ostașii cărora sunt înmormântați aici

## Situația curentă
Până în prezent, din vechiul cimitir s-au păstrat doar fundamentul capelei, scările monumentale și coloanele, ambele în stare avansată de degradare. Rămășițele cimitirului se întind pe o suprafață de câțiva ari, mărginiți de centrul comercial „Jumbo” și Biserica „Tuturor Sfinților” ridicată în memoria deportaților. Teritoriul neîngrijit este presărat de blocuri de beton, sticle goale, hârtii, pachete de celofan împrăștiate și mormane de  gunoi. Cimitirul nu se regăsește în Registrul monumentelor, deși pe una din coloanele de la intrare a fost instalată o placă cu denumirea complexului memorial, asemănătoare cu plăcile care se instalează la monumentele istorice din oraș.
Mai multe voci susțin necesitatea restaurării cimitirului. Printre ele se numără preoți, istorici, funcționari din cadrul Primăriei Chișinău, militari, veterani, politicieni, profesori și reprezentanți ai societății civile. Terenul a fost privatizat în 2006, ceea ce complică eforturile de restaurare. Privatizarea cimitirului s-a dovedit a fi ilegală, întrucât conform Convenției internaționale, cimitirul nu poate fi pus în vânzare. S-a dovedit că adresa juridică a fost indicată greșit la momentul tranzacției, iar acum firma proprietară este gata să schimbe terenul pe un teren similar în zona de centru, în raza primăriei și a terenului respectiv, sau să i se restituie banii la prețul de piață. Vice-primarul Nistor Grozavu a declarat în 2012 că s-ar putea să aplice un procedeu de expropriere, pentru a întoarce terenul. În 2013, a fost creat un grup de lucru pentru soluționarea problemei Cimitirului Eroilor din Chișinău, format din reprezentanți ai Ministerelor Apărării, Justiției, Culturii, Primăriei municipiului Chișinău, dar și ai Agenției Relații Funciare și Cadastru a Republicii Moldova, ca urmare a inițiativelor societății civile și a demersurilor Ministerului Apărării. De asemenea, mai bine de o sută de oameni au fondat Comitetul de Salvare a Complexului Memorial „Cimitirul eroilor”, care în 2013 au semnat o Declarație prin care cer Guvernului includerea complexului în Registrul monumentelor și anularea tranzacției de vânzare-cumpărare.
În 2012, a fost semnat un Acord între Guvernul Republicii Moldova și Guvernul României privind regimul juridic al mormintelor de război românești situate pe teritoriul R. Moldova. Acordul reglementează situația mormintelor militarilor români căzuți pe câmpurile de luptă, înhumați în peste 240 de cimitire militare aflate pe teritoriul R. Moldova și care, în mare parte, au fost desființate după anul 1945. Acordul prevede identificarea, reconstruirea și amenajarea locurilor de înhumare, „astfel încât eroilor de război români să li se poată acorda onorurile cuvenite”.

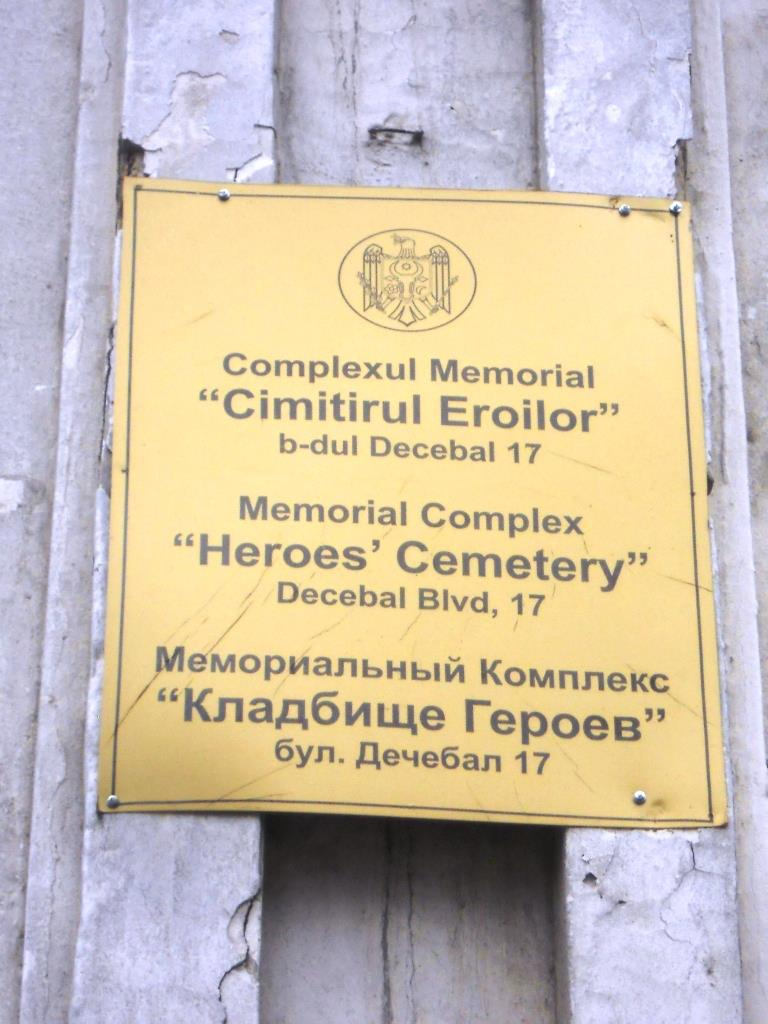
Plăcuță informativă instalată la intrare
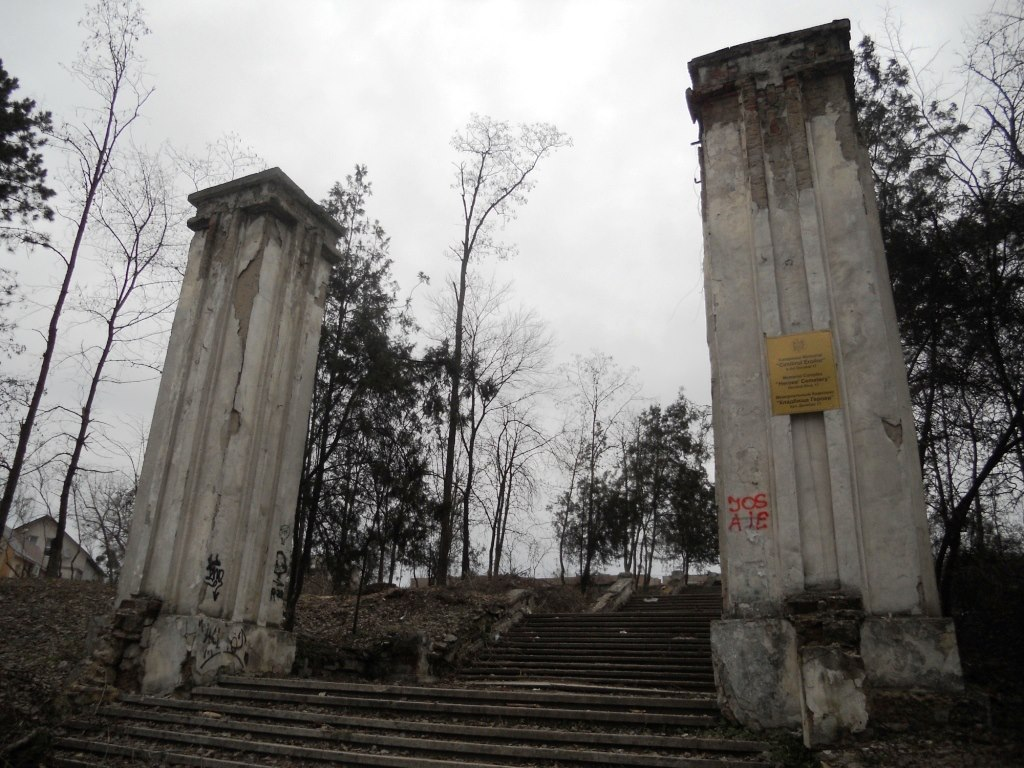
Coloanele de la intrare
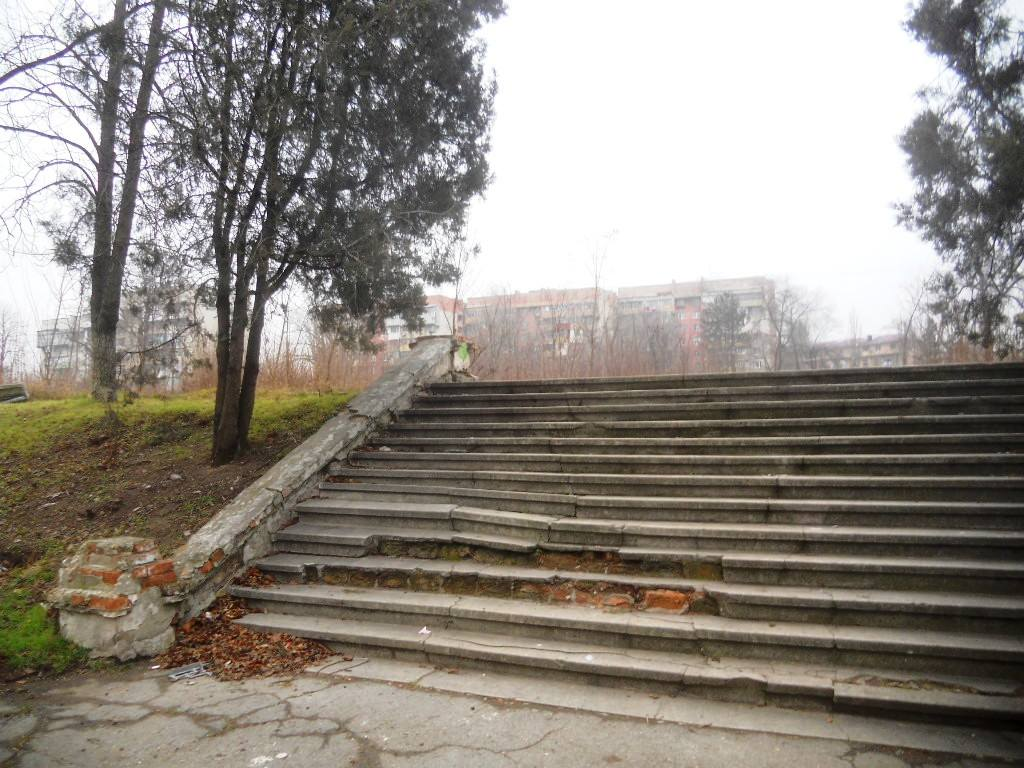
Scările monumentale
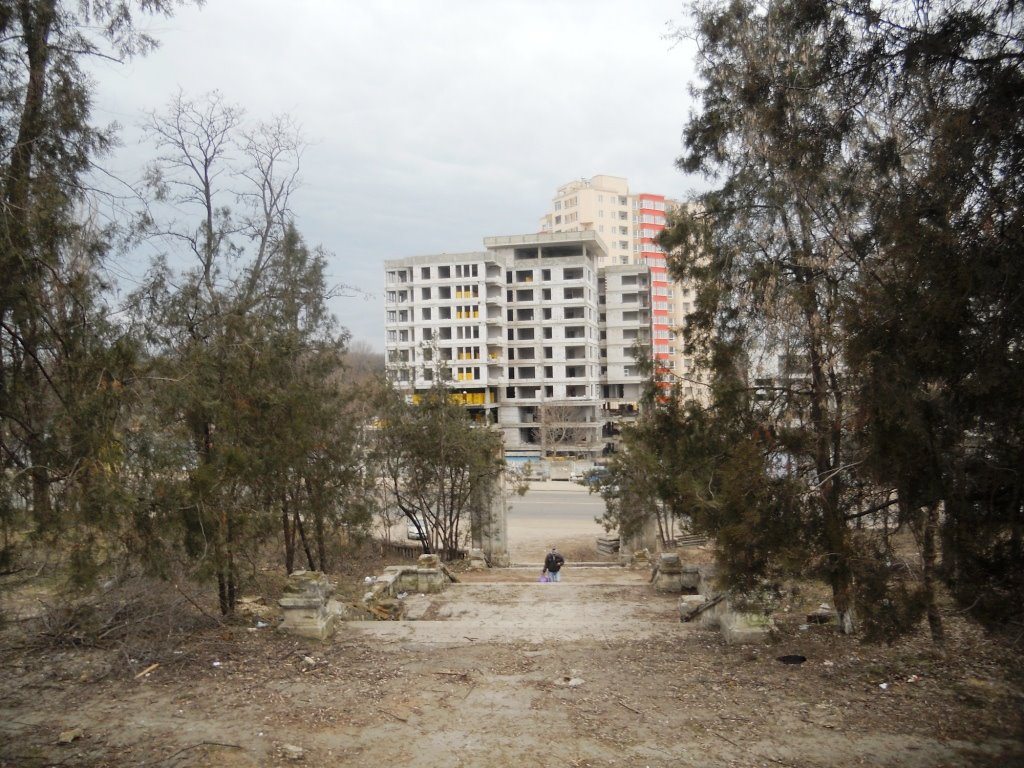
Scările văzute de sus